# Okręgowe ligi polskie w piłce nożnej (1948/1949)
Mistrzostwa Klasy A (1948/49) rozgrywane były w 20 okręgach. Po utworzeniu II ligi, rozgrywki okręgowe odbywały się na trzecim poziomie rozgrywek. Mistrzowie okręgów grali w dwuetapowych eliminacjach o prawo gry w II lidze.
| Poziomy rozgrywkowe w sezonie 1948/1949 | Poziomy rozgrywkowe w sezonie 1948/1949 | Poziomy rozgrywkowe w sezonie 1948/1949 |
| Rozgrywki                               | P                                       | Nazwa                                   |
| --------------------------------------- | --------------------------------------- | --------------------------------------- |
| Centralne                               | I                                       | I liga                                  |
| Centralne                               | II                                      | II liga                                 |
| Okręgowe (20 okręgów)                   | III                                     | A klasa (20 grup)                       |
| Okręgowe (20 okręgów)                   | IV                                      | B klasa                                 |
| Okręgowe (20 okręgów)                   | V                                       | C klasa                                 |

## Rozgrywki Okręgowe
Szczegółowe wyniki podane są w Suplemencie do „Klubowej historii polskiej piłki nożnej”.

### Białostocka klasa A
- Mistrz: Gwardia Białystok

### Bydgoska klasa A
- Mistrz: Kolejarz Bydgoszcz

### Częstochowska klasa A
- Mistrz: Włókniarz Częstochowa

### Gdańska klasa A
- Mistrz: Grom Gdynia

Już po zakończeniu mistrzostw doszło do połączenia Gromu z Gedanią Gdańsk. Nowy klub przyjął nazwę Kolejarz Gdańsk i wystąpił w eliminacjach do II ligi.

### Katowicka klasa A
- Mistrz Ligi śląskiej: Górnik Janów

### Kielecka klasa A
- Mistrz: Stal Starachowice

### Krakowska klasa A
- Mistrz: Budowlani Kraków

### Lubelska klasa A
- Mistrz: Sparta Zamość

### Łódzka klasa A
- Mistrz: Concordia Piotrków Trybunalski

### Olsztyńska klasa A
- Mistrz: Kolejarz Olsztyn

### Opolska klasa A
- Mistrz: Metal Bobrek

### Poznańska klasa A
- Mistrz: Polonia Leszno

### Przemyska klasa A
- Mistrz: Kolejarz Przemyśl

### Radomska klasa A
- Mistrz: Proch Pionki

### Rzeszowska klasa A
- Mistrz: Resovia Rzeszów

### Siedlecka klasa A
- Mistrz: Orlęta Łuków

### Zagłębiowska (sosnowiecka) klasa A
- Mistrz: Stal Sosnowiec

### Szczecińska klasa A
- Mistrz: Kolejarz Szczecin

### Warszawska klasa A
- Mistrz: Znicz Pruszków

### Wrocławska klasa A
- Mistrz: Ogniwo Wrocław

## Eliminacje do II ligi
Zespoły przydzielone zostały do poszczególnych grup zgodnie z kluczem geograficznym.

Do grupy finałowej awansowali zwycięzcy grup.

### Grupa I

#### Wyniki
|                   | Kolejarz | Budowlani | Resovia  | Stal |
| Kolejarz Przemyśl |          | 1:1       | 3:0      | 4:3  |
| Budowlani Kraków  | 4:3      |           | 3:0 (wo) | 5:0  |
| Resovia Rzeszów   | 2:2      | 5:1       |          | 3:1  |
| Stal Starachowice | 0:1      | 3:1       | 3:3      |      |

#### Tabela
| Lp. | Nazwa klubu       | Mecze | Punkty | Bramki | Z-R-P | Uwagi                    |
| 1   | Kolejarz Przemyśl | 6     | 8      | 14-10  | 3-2-1 | awans do grupy finałowej |
| 2   | Budowlani Kraków  | 6     | 7      | 15-12  | 3-1-2 |                          |
| 3   | Resovia Rzeszów   | 6     | 6      | 13-13  | 2-2-2 |                          |
| 4   | Stal Starachowice | 6     | 3      | 10-17  | 1-1-4 |                          |

### Grupa II

#### Wyniki
|                | Stal | Górnik | Metal | Ogniwo |
| Stal Sosnowiec |      | 1:0    | 4:0   | 3:2    |
| Górnik Janów   | 2:0  |        | 1:0   | 5:0    |
| Metal Bobrek   | 0:1  | 1:0    |       | 2:2    |
| Ogniwo Wrocław | 0:1  | 6:3    | 0:1   |        |

#### Tabela
| Lp. | Nazwa klubu    | Mecze | Punkty | Bramki | Z-R-P | Uwagi                    |
| 1   | Stal Sosnowiec | 6     | 10     | 10-4   | 5-0-1 | awans do grupy finałowej |
| 2   | Górnik Janów   | 6     | 6      | 11-8   | 3-0-3 |                          |
| 3   | Metal Bobrek   | 6     | 5      | 4-8    | 2-1-3 |                          |
| 4   | Ogniwo Wrocław | 6     | 3      | 10-15  | 1-1-4 |                          |

### Grupa III

#### Wyniki
|                    | Kolejarz B. | Polonia | Kolejarz Sz. | Kolejarz G. |
| Kolejarz Bydgoszcz |             | 3:2     | 3:0          | x (1:1)     |
| Polonia Leszno     | 3:2         |         | 1:1          | x (2:5)     |
| Kolejarz Szczecin  | 0:4         | 1:9     |              | x (1:8)     |
| Kolejarz Gdańsk    | x (2:3)     | x (7:2) | x (5:0)      |             |

x – mecz unieważniony

#### Tabela
| Lp. | Nazwa klubu        | Mecze | Punkty | Bramki | Z-R-P | Uwagi                    |
| 1   | Kolejarz Bydgoszcz | 4     | 6      | 12-5   | 3-0-1 | awans do grupy finałowej |
| 2   | Polonia Leszno     | 4     | 5      | 15-7   | 2-1-1 |                          |
| 3   | Kolejarz Szczecin  | 4     | 1      | 2-17   | 0-1-3 |                          |
| 4   | Kolejarz Gdańsk    |       |        |        |       | wycofany                 |

Kolejarz Bydgoszcz zgłosił naruszenie prawa w fuzji Gromu Gdynia i Gedanii Gdańsk, z której powstał Kolejarz Gdańsk. PZPN uznał ten protest już po zakończeniu rozgrywek i unieważnił wszystkie mecze rozegrane przez Kolejarza Gdańsk.

### Grupa IV

#### Wyniki
|                          | Włókniarz | Proch | Concordia | Sparta |
| Włókniarz Częstochowa    |           | 0:0   | 4:2       | 5:0    |
| Proch Pionki             | 1:3       |       | 4:3       | 3:1    |
| Concordia Piotrków Tryb. | 0:1       | 2:1   |           | 4:2    |
| Sparta Zamość            | 2:1       | 0:2   | 0:4       |        |

#### Tabela
| Lp. | Nazwa klubu                    | Mecze | Punkty | Bramki | Z-R-P | Uwagi                    |
| 1   | Włókniarz Częstochowa          | 6     | 9      | 14-5   | 4-1-1 | awans do grupy finałowej |
| 2   | Proch Pionki                   | 6     | 7      | 11-9   | 3-1-2 |                          |
| 3   | Concordia Piotrków Trybunalski | 6     | 6      | 15-12  | 3-0-3 |                          |
| 4   | Sparta Zamość                  | 6     | 2      | 5-19   | 1-0-5 |                          |

### Grupa V

#### Wyniki
|                   | Kolejarz | Znicz | Gwardia | Orlęta |
| Kolejarz Olsztyn  |          | 3:1   | 5:1     | 5:1    |
| Znicz Pruszków    | 5:0      |       | 3:0     | 9:0    |
| Gwardia Białystok | 0:2      | 1:0   |         | 6:1    |
| Orlęta Łuków      | 0:4      | 0:8   | 1:3     |        |

#### Tabela
| Lp. | Nazwa klubu       | Mecze | Punkty | Bramki | Z-R-P | Uwagi                    |
| 1   | Kolejarz Olsztyn  | 6     | 10     | 19-8   | 5-0-1 | awans do grupy finałowej |
| 2   | Znicz Pruszków    | 6     | 8      | 26-4   | 4-0-2 |                          |
| 3   | Gwardia Białystok | 6     | 6      | 11-12  | 3-0-3 |                          |
| 4   | Orlęta Łuków      | 6     | 0      | 3-35   | 0-0-6 |                          |

## Grupa finałowa
Awans do II ligi uzyskały 4 najlepsze zespoły.

### Wyniki
|                       | Stal | Kolejarz B. | Włókniarz | Kolejarz P. | Kolejarz O. |
| Stal Sosnowiec        |      | 2:1         | 2:0       | 5:0         | 6:1         |
| Kolejarz Bydgoszcz    | 4:4  |             | 7:2       | 4:1         | 5:2         |
| Włókniarz Częstochowa | 0:4  | 2:0         |           | 5:1         | 1:0         |
| Kolejarz Przemyśl     | 2:1  | 0:1         | 3:0       |             | 2:0         |
| Kolejarz Olsztyn      | 0:2  | 4:2         | 1:1       | 1:1         |             |

### Tabela
| Lp. | Nazwa klubu           | Mecze | Punkty | Bramki | Z-R-P | Uwagi            |
| 1   | Stal Sosnowiec        | 8     | 13     | 26-8   | 6-1-1 | awans do II ligi |
| 2   | Kolejarz Bydgoszcz    | 8     | 9      | 24-17  | 4-1-3 | awans do II ligi |
| 3   | Włókniarz Częstochowa | 8     | 7      | 11-18  | 3-1-4 | awans do II ligi |
| 4   | Kolejarz Przemyśl     | 8     | 7      | 10-17  | 3-1-4 | awans do II ligi |
| 5   | Kolejarz Olsztyn      | 8     | 4      | 9-20   | 1-2-5 |                  |